# Шангрі-Ла
Шангрі-Ла (англ. Shangri-La)  — вигадана країна, описана у 1933 році в романі письменника-фантаста Джеймса Гілтона «Втрачений горизонт» (англ. Lost Horizon). Шангрі-Ла Гілтона є літературною алегорією Шамбали. Назва «Шангрі-Ла» стало місцем де збулася мрія, царство вічної молодості, земного раю, утопії, вічного блаженства і райської насолоди. Рідше ім'ям Шангрі-Ла називають невідоме або утаємничене місцезнаходження. Джеймс Гілтон розташував Шангрі-Ла на заході Куньлунь.

## Етимологія
Назва «Шангрі-Ла», швидше за все, походить від тибетського ཞང་, «Шанґ» (район У-Цанг на північ від буддійського монастиря Ташилунпо) + རི , «ри» (гора) + ལ, «ла» (гірський перевал) = перевал гори Шанґ.

## «Втрачений горизонт»
У романі «Втрачений горизонт» (англ. Lost Horizon) головний герой, британський дипломат Конвей (англ. Hugh Conway), зазнає аварії під час польоту на літаку над високогірним Тибетом. Дивом уникнувши загибелі, Конвей і його супутники виявляють чудову долину під назвою Шангрі-Ла. Шангрі-Ла — це чисте повітря, кришталева вода, смарагдові луги, довірливі тварини та щасливі, радісні люди, що живуть у гармонії один з одним і з природою. Ці люди живуть дуже довго, вони ніколи не старіють і не хворіють.   

### Витоки
В інтерв’ю New York Times у 1936 році Гілтон стверджує, що він використав «тибетські матеріали» з Британського музею, зокрема, подорожі двох французьких священиків, Еваріста Регіса Хука та Джозефа Габе, щоб забезпечити тибетську культуру та буддійське духовне натхнення для Шангрі- Ла. У 1844–1846 роках Хук і Габет здійснили поїздку туди й назад між Пекіном і Лхасою. Їхня знаменита оповідь про подорожі, вперше опублікована французькою мовою в 1850 році, витримала багато видань іншими мовами. У 1928 році у Великій Британії був опублікований популярний «скорочений переклад».

## У популярній культурі
Про Шангрі-Ла написано багато книг, знято фільми, створені пісні. Іменем Шангрі-Ла називають компанії, готелі, казино, кораблі. 
На південному сході Китаю у провінції Юньнань створено місто-округ Шангрі-Ла, який називають Меккою для туристів. 
В астрономії
У 2006 році Міжнародний астрономічний союз назвав екваторіальну, темну, низинну область одного з супутників Сатурна, Титана Шангрі-Ла.
В літературі
- «Загублені в Шангрі-Ла» (англ. Lost in Shangri-la) — книга Мітчелл Зукофф, на думку «Amazon.com», «The Washington Post», «Apple iBooks» — «Краща книга 2011 року».
- «Шангрі-Ла» — фантастичний пригодницький роман (лайт-новел), написаний Ейїті Ікеґамі у 2005 році.
- Про Шангрі-Ла згадує американська письменниця Шенон Мессенджер у книзі "Хранителі загублених міст". За описом авторки - це столиця ельфів, яку самі вони називають Етерналією.

В музиці
- «Shangri-Las» — американський дівочий гурт, утворений 1964 року в Нью-Йорку;
- «Shangri-La» — альбом шотландського музиканта Марка Нопфлера (2004);
- «Shangri-La» — альбом японського гурту «Mucc» (2012);
- «Shangri-La» — альбом британський співак Джейка Баґґа (2013).
- "Shangri-La" - пісня гурту Nightmares In Wax з альбому Birth Of A Nation (1980).
- Shangri-La також згадується в пісні "Happy Ever After (Zero Hour)" гурту Foo Fighters на альбомі Concrete and Gold (2017).

Інше
- «Shangri-La» — у 1942 році президент Франклін Делано Рузвельт перетворив Кемп-Девід на президентську резиденцію і перейменував у «Шангрі-Ла».
- «Айленд Шангрі-Ла» — 58-поверховий хмарочос у Гонконгу.
- «Шангріла» — озеро в Пакистані[8].